# Mustapha Dumbuya
Mustapha Dumbuya, né le 7 août 1987 en Sierra Leone, est un footballeur international sierra-léonais qui joue au poste de défenseur.
Il possède également la nationalité anglaise.

## Biographie

### En club
Après un essai fructueux aux Doncaster Rovers, Mustapha Dumbuya est recruté le 6 août 2009 après avoir joué dans des clubs amateurs comme le Wingate & Finchley FC, le Maidenhead United FC et le Potters Bar Town FC. Il joue son premier match professionnel en entrant en fin de match face à Sheffield United (1-1) le 3 octobre 2009. 
À l'issue de la saison, il signe un nouveau contrat au club et devient plus régulier dans l'équipe, jouant plus de 20 rencontres. En novembre 2010, il signe à nouveau un contrat qui court jusqu'en juin 2012.
Lors de la saison 2011-2012, il est moins utilisé du fait de l'arrivée de plusieurs joueurs comme Habib Beye ou Lamine Diatta et est prêté un mois entre janvier et février 2012 à un autre club de Championship, Crystal Palace. Il prend part à trois rencontres avant de réintégrer l'effectif des Rovers.
Libéré par Doncaster le 1er juillet 2012, il signe un contrat d'un mois avec Portsmouth le 16 août suivant. Ses performances lui permettent de prolonger son contrat avec le club.
Le 2 juillet 2013, il rejoint Notts County.
Le 2 septembre 2015 il rejoint Partick Thistle.

### En sélection
Après avoir opté pour la nationalité sportive sierra-léonaise, Dumbuya est convoqué pour participer au match de qualifications à la CAN 2013 face à Sao Tomé-et-Principe en février 2012. Cependant, ses billets sont envoyés par erreur au club de Crystal Palace où il est revenu de prêt quelques jours plus tôt, et il ne peut que rejoindre à temps sa sélection. Il déclare alors : « malgré la déception évidente, j'espère être de nouveau appelé rapidement en sélection ».
De nouveau convoqué en août 2012, il honore sa première sélection en A le 13 octobre suivant lors du match comptant pour les qualifications à la CAN 2013 face à la Tunisie (0-0).

## Statistiques
| Saison    | Club             | Pays           | Championnat       | Coupes nationales |
| --------- | ---------------- | -------------- | ----------------- | ----------------- |
| 2009-2010 | Doncaster Rovers | Championship   | 3 matchs          | -                 |
| 2010-2011 | Doncaster Rovers | Championship   | 23 matchs         | 1 match           |
| 2011-2012 | Doncaster Rovers | Championship   | 10 matchs         | 1 match           |
| 2011-2012 | Crystal Palace   | Championship   | 2 matchs          | 1 match           |
| 2012-2013 | Portsmouth       | League One     | 23 matchs         | 2 matchs          |
| 2012-2013 | Crawley Town     | League One     | 15 matchs         | -                 |
| 2013-2014 | Notts County     | League One     | 24 matchs         | 3 matchs          |
| 2014-2015 | Notts County     | League One     | 29 matchs         | 2 matchs          |
| 2015-2016 | Partick Thistle  | Premier League | 21 matchs / 1 but | -                 |
| 2016-2017 | Partick Thistle  | Premier League | 8 matchs          | 1 match           |

Dernière mise à jour le 16/04/2017